# Abigail Ratchford
Abigail Ratchford (Scranton, Pensilvania; 12 de febrero de 1988) es una modelo de glamur, actriz y celebridad de Internet estadounidense.
Abigail ha tenido gran acogida y aceptación en las redes sociales, principalmente en Instagram, de allí que se cite comúnmente como «la reina de Instagram» (en inglés: The Queen Of Instagram). Se estima que Ratchford obtiene ingresos superiores a los $ 900 000 por año al publicar y vender fotografías en diversas plataformas digitales entre ellas, Instagram y Snapchat. Además de esto, también destaca en la creación y publicación de calendarios y modela para diversas marcas de ropa, accesorios y belleza, entre ellas, Ignite, Pretty Little Things, Fashion Nova, entre otras.

## Biografía
Ratchford nació en Scranton (Pensilvania), aunque tiene ascendencia irlandesa, alemana y francesa. Es la quinta de siete hermanos y proviene de una familia de católicos, estudió en el Our Lady of Peace School y continuó con sus estudios en Scranton Preparatory School, donde llegó a ser porrista. Desde muy temprana edad se decantó por estudiar medicina veterinaria, pero una serie de problemas relacionados con las alergias a los animales, especialmente los gatos y perros, le alejó definitivamente de esto. Una vez culminado sus estudios de preparatoria, ingresó a la Universidad de Scranton, pero no logró graduarse, posteriormente trabajó en un consultorio dentista de un familiar donde se desempeñaba como secretaria, también ejerció como camarera y asistente legal donde se cree que ganaba entre 500 y 700 dólares al mes.
En su juventud participó en el concurso de belleza Miss Pennsilvania, competición que otorga un cupo a Miss America. Para prepararse en dicho concurso, Ratchford contrató por 2000 dólares a un entrenador personalizado, sin embargo, solo logró llegar hasta las semifinales. También se sabe que llegó a formar parte de la selección femenina de fútbol de los Estados Unidos, sin embargo, dejó el deporte debido a problemas asmáticos.
A comienzos de los años 2010, Ratchford se dio a conocer en los medios después de subir unas sesión de fotos en diversas redes sociales. Esto le valió para ser contratada por varias revistas especializadas en salud, belleza, deporte y sexualidad, entre ellas, Zoo Weekly, Esquire, Maxim, Sports Illustrated, entre otras.
En 2014, Ratchford se mudó a Los Ángeles para modelar y actuar. Ha aparecido en numerosas campañas de vallas publicitarias en Sunset Boulevard. A menudo se le suele describir como la «reina de Instagram» o la «reina de las curvas».
En 2015 realizó varias sesiones fotográficas para una de las ediciones de la revista estadounidense Playboy.
Ratchford cobra entre 6000 y 8500 dólares por publicaciones permanentes en la red social Instagram, 3500 dólares por una que permanezca durante un lapso de 2 días y 1500 por tres más en la red social Snapchat.

## Filmografía
| Año  | Título                                                              | Rol        | Notas                               |
| ---- | ------------------------------------------------------------------- | ---------- | ----------------------------------- |
| 2014 | Access Hollywood                                                    | Ella misma |                                     |
| 2015 | 8th Annual Babes in Toyland                                         | Ella misma | Especial navideño con Lindsey Pelas |
| 2015 | Parks and Recreation                                                | Ella misma |                                     |
| 2016 | The Making of Achawaii48: Annachonda Cove Hawaii 48-hr Bikini Shoot | Ella misma |                                     |